# Vuelo 66 de Air France
El vuelo 66 de Air France fue un vuelo internacional programado de pasajeros desde el Aeropuerto de París-Charles de Gaulle hasta el Aeropuerto Internacional de Los Ángeles, operado por Air France y con un Airbus A380-861. El 30 de septiembre de 2017, la aeronave sufrió una falla de motor no contenida y realizó un aterrizaje de emergencia en el Aeropuerto de Goose Bay, Canadá. Mientras la aeronave estaba en vuelo de crucero a 93 millas (81 nmi; 150 km) al sureste de Paamiut, Groenlandia, el motor exterior derecho Engine Alliance GP7200 falló, y el cubo del ventilador y la admisión se separaron de la aeronave. La Oficina de Investigación y Análisis para la Seguridad de la Aviación Civil (BEA) francés publicó un informe de investigación del accidente en septiembre de 2020; la investigación determinó que la falla del motor fue causada por una grieta en el cubo del ventilador debido a la fatiga del metal por "permanencia en frío".
Esta fue la segunda de dos fallas de motor no contenidas que sufrió el Airbus A380, luego de la de un motor Rolls-Royce Trent 900 en el vuelo 32 de Qantas en 2010.

## Aeronave
El avión involucrado era un Airbus A380-861, de 7 años de antigüedad,matrícula F-HPJE con número de serie del fabricante MSN 052, propulsado por cuatro motores turbofán Engine Alliance GP7200, que había realizado su vuelo inaugural el 10 de agosto de 2010 y fue entregado a Air France el 17 de mayo de 2011.En el momento del accidente, la aeronave acumulaba un total de 27.184 horas de vuelo. Finalmente, la aeronave fue reparada y volvió a operar el 15 de enero de 2018, pero fue retirada del servicio en mayo de 2020 debido a la pandemia de COVID-19. En junio de 2021, la aeronave fue devuelta a su arrendador, el Grupo Dr. Peters, y se encuentra almacenada en el Aeropuerto de Tarbes-Lourdes-Pirineos.

## Incidente
El avión se desvió a CFB Goose Bay, una base aérea militar también utilizada para vuelos civiles, y aterrizó a las 15:42 UTC (12:42 hora local)después de sufrir una falla no contenida en su motor número 4 (el más a la derecha) mientras volaba a 93 millas (81 nmi; 150 km) al sureste de Paamiut, Groenlandia.El motor había funcionado 30.769 horas (3.534 ciclos desde el arranque en frío hasta la temperatura de funcionamiento) en el momento del incidente.
No se reportaron heridos ni muertos entre los 497 pasajeros y los 24 tripulantes a bordo.No se permitió a los pasajeros desembarcar del A380 hasta la llegada de otro avión de Air France y un avión fletado a la mañana siguiente (1 de octubre), debido a que el aeropuerto (ubicado en una base de la Real Fuerza Aérea Canadiense) no está equipado para recibir a un gran número de pasajeros internacionales de aviones comerciales. El avión de Air France (un Boeing 777) aterrizó en Atlanta, lo que obligó a los pasajeros a esperar para embarcar en otro vuelo, mientras que el Boeing 737 fletado los llevó directamente a Los Ángeles, con escala para repostar en Winnipeg.
Los pasajeros publicaron en las redes sociales fotografías y vídeos del motor averiado;y del aterrizaje, según un observador en tierra.

## Investigación
Air France emitió un comunicado de prensa indicando que se está llevando a cabo una investigación para determinar la causa de la falla del motor, en la que participan representantes de la Oficina de Investigación y Análisis para la Seguridad de la Aviación Civil (BEA, la oficina francesa de investigación de accidentes de aviación), Airbus y Air France.La Junta de Seguridad en el Transporte de Canadá es responsable de investigar los accidentes de aviación en Canadá y planea enviar investigadores.Sin embargo, como el incidente ocurrió sobre Groenlandia, la Junta de Investigación de Accidentes de Dinamarca tenía jurisdicción sobre la investigación.
El 3 de octubre de 2017, las autoridades aeronáuticas danesas delegaron la investigación en la BEA. Investigadores de Dinamarca, Estados Unidos y Canadá se unieron a la investigación. Asesores de Airbus, Air France y Engine Alliance (una alianza entre General Electric y Pratt & Whitney) también volaron a Goose Bay. La primera observación fue que el cubo del ventilador del motor se había desprendido durante el vuelo, arrastrando consigo la entrada de aire.Unos seis días después, se recuperaron restos del motor del avión en Groenlandia.
La BEA afirmó que "la recuperación de las piezas faltantes, especialmente de los fragmentos del cubo del ventilador, fue clave para apoyar la investigación" e inició una gran operación de búsqueda que incluyó sobrevuelos con radar de apertura sintética en un Dassault Falcon 20, pero no logró localizar los componentes cruciales en 2018, antes de regresar en 2019.
En julio de 2019, otra pieza faltante del motor, con un peso de 330 libras (150 kg), fue localizada en Groenlandia y recuperada.Se cree que el impacto del núcleo del abanico creó un pequeño cráter en la capa de hielo, que se llenó rápidamente de nieve antes de las primeras actividades de búsqueda. La búsqueda y recuperación de este núcleo del abanico desaparecido duró casi dos años, con múltiples campañas de búsqueda utilizando diferentes radares de penetración de hielo y tecnologías de anomalías electromagnéticas transitorias.Finalmente se recuperó a 13 pies (4 m) de profundidad en un amplio campo de grietas. Esta campaña de búsqueda y recuperación se presentó en el documental "The Sky Detectives".
La BEA publicó su informe final en septiembre de 2020, indicando que el motor falló debido a una grieta en el cubo del ventilador de aleación Ti-6-4 causada por agrietamiento por fatiga en frío.